# 拜拉希尔
拜拉希尔（英語：Byera Hill），是加勒比海岛国圣文森特和格林纳丁斯圣文森特岛东海岸夏洛特区的一座城镇。位于乔治敦的南部，靠近通往首都金斯敦的公路。